# Dudu Cearense
Alexandro Silva de Sousa (n. Fortaleza (Ceará) 15 de abril de 1983), también conocido como Dudu, es un exfutbolista brasileño que jugaba en la posición de mediocampista de perfil defensivo. Ha sido convocado por el equipo nacional de Brasil.
En 2007, Dudu expresó su deseo de dejar el CSKA Moscú, el equipo griego del Olympiakos trató de ficharle, pero fracasó. Al año siguiente volvieron a hacer una oferta al club por un importe de 6 millones de euros. La oferta fue aceptada y el jugador firmó un contrato por 3 años el 6 de agosto de 2008.
En mayo de 2009, se firmó un nuevo contrato que finaliza en junio de 2013, con una cláusula de 8,5 millones de €.

## Selección nacional
Ha sido internacional con la Selección de fútbol de Brasil, jugó 11 partidos internacionales.

### Participaciones en Copas del Mundo
| Mundial                               | Sede                   | Resultado |
| ------------------------------------- | ---------------------- | --------- |
| Copa Mundial de Fútbol Sub-20 de 2003 | Emiratos Árabes Unidos | Campeón   |

### Participaciones Internacionales
| Torneo                    | Sede    | Resultado    |
| ------------------------- | ------- | ------------ |
| Copa Confederaciones 2003 | Francia | Primera fase |
| Copa América 2004         | Perú    | Campeón      |

## Clubes
| Club             | País    | Año       |
| ---------------- | ------- | --------- |
| EC Vitória       | Brasil  | 2000-2003 |
| Kashiwa Reysol   | Japón   | 2004      |
| Stade Rennes     | Francia | 2004-2005 |
| PFC CSKA Moscú   | Rusia   | 2005-2008 |
| Olympiacos FC    | Grecia  | 2008-2011 |
| Atlético Mineiro | Brasil  | 2011-2012 |
| Goiás EC         | Brasil  | 2012-     |

## Premios y logros
- Copa América 2004
- Copa Mundial de Fútbol Juvenil de 2003
- Copa Mundial de Fútbol Juvenil Máximo goleador: 4 gol
- Supercopa de la UEFA 2005
- Liga Premier de Rusia 2005
- Supercopa de Rusia Ganador: 2006, 2007
- Copa de Rusia Ganador: 2005/2006
- Super Liga de Grecia  Ganador: 2008-09
- Copa de Grecia Ganador: 2008-09